# ルーカス・カンパ
ルーカス・カンパ（Lukas Kampa、男性、1986年11月29日 - ）はドイツの男子バレーボール選手。ポジションはセッター。ドイツ代表。

## 来歴
- クラブチーム

ボーフム出身。2006年、メールサーSCへ入団。2007/08シーズンのブンデスリーガで4位となった。2008/09シーズンにVfBフリードリヒスハーフェンへ移籍。2008/09、2009/10シーズンのブンデスリーガで2連覇を果たした。2010/11シーズンはRWEバレーズ・ボトロップでプレーした。2011/12シーズンはイタリアセリエA1のパッラヴォーロ・ピアチェンツァへ移籍し、リーグ4位で終えた。2012/13シーズンはロシアスーパーリーグのBelogorie Belgorodでプレーした。2013/14シーズンはモデナ・バレーでプレーしセリエA1リーグを5位となった。2014/15シーズンはポーランドプラスリーガのエネア・チャルニ・ラドムへ移籍し2年間プレーした。2016/17シーズンはJastrzębski Węgielへ移籍し、2020/21シーズンのプラスリーガで優勝を果たした。2021/22シーズンからはトレフル・グダニスクと契約し、2023/24シーズンはチームで主将を務める。
- 代表チーム

2007年、シニアのドイツ代表に初選出され、同年の欧州選手権でデビュー。2012年、ロンドン五輪に出場した。2013年、欧州選手権に出場した。2014年、ポーランドで開催された世界選手権に出場し銅メダルを獲得し同大会でベストセッター賞を受賞する活躍をみせた。2015年のヨーロッパゲームズでは金メダルを獲得しMVPに選ばれた。2017年、欧州選手権で銀メダルを獲得した。2018年、ネーションズリーグに出場した。2022年、世界選手権に出場した。2023年、代表チームの主将を務め欧州選手権に出場した。

## 球歴
- オリンピック - 2012年
- 世界選手権 - 2014年、2022年
- 欧州選手権 - 2007年、2009年、2011年、2013年、2015年、2017年、2019年、2023年
- ネーションズリーグ - 2018年、2019年、2021年、2022年、2023年

## 受賞歴
- 2014年　世界選手権 ベストセッター賞
- 2015年　ヨーロッパゲーム　MVP、ベストセッター賞

## 所属クラブ
- メールサーSC（2006-2008年）
- VfBフリードリヒスハーフェン（2008-2010年）
- RWEバレーズ・ボトロップ（2010-2011年）
- パッラヴォーロ・ピアチェンツァ（2011-2012年）
- Belogorie Belgorod（2012-2013年）
- モデナ・バレー（2013-2014年）
- エネア・チャルニ・ラドム（2014-2016年）
- Jastrzębski Węgiel（2016-2021年）
- トレフル・グダニスク（2021-）